# Мадонна з немовлям (Білліні)
«Мадонна з немовлям» — твір пізнього періоду творчості венеційського художника Джованні Белліні (бл. 1430—1516), що зберігається у місті Київ, у Національному музеї мистецтв імені Богдана та Варвари Ханенків

## Історія відкриття
Картина походить зі збірок Богдана та Варвари Ханенків. Первісно твір відносили до творчості провінційного послідовника Джованні Белліні — Бартоломео Монтанья (середина 15 ст.—1523). На подібну атрибуцію експертів первісно навела дещо незвична для Джованні Белліні різкувата манера, в котрій виконано твір. Емалева поверхня картини створена через використання архаїчної технології, бо релігійний образ створено на дошці, а не на тканому полотні. Пригадаєм, що деревину як основу для картин використовував і славнозвісний художник Джорджоне, талановитий учень самого Белліні. Саме на дошці була первісно створена картина Джорджоне «Юдита» і лише через чотири століття перенесена на полотно.
Бартоломео Монтанья знав твори заальпійських художників-німців і їх знахідки вплинули на художню манеру митця, дещо скуту і різку у деталях. Під іменем провінційного художника Бартоломео Монтанья картина і перебувала довгі десятиліття.
Ще 1958 року Київ відвідав італійський знавець венеційського живопису Джузеппе Фйокко. Під час відвідин музею Богдана та Варвари Ханенків він звернув увагу на картину «Мадонна з немовлям». Відсутність підпису на творі не відлякувала від ретельного дослідження та порівняння з іншими творами Белліні. Венецію у період 1505-1506 років якраз вдруге відвідав німець Альбрехт Дюрер . Твори Дюрера і незвична для венеційців художня манера справили враження на венеційських майстрів, що уважно розглядали картини заальпійського майстра і навіть припускались до розпитувань, що і як він робить. Бачив твори Дюрера і авторитетний у Венеції Джованні Белліні. Під впливом творчої манери Дюрера і була виконана чергова в художній практиці Белліні «Мадонна з немовлям», котра перейшла до міста Київ.
Емоційний Джузеппе Фйокко почав пропагувати київський твір як новознайдений оригінал Джованні Белліні, як у бесідах, так і у друкованих працях. Фйокко декларував: 
| Прекрасна, одна з найграндіозніших у венеційському мистецтві раннього чінквеченто картина вразила мій зір і серце... Мабуть, важко знайти у творчості Белліні піднесеніший і винятковіший щодо монументальності зразок святої групи... Мадонна зображена на тлі червоної завіси, яка висить на мотузці й дзинить, мов крик[2] |.
Фйокко навіть розпізнав на тлі картини містечко венеційської терраферми Кастель-Сантанжело з додатком фантазійної архітектури.
Іноді і неточність має рятівну силу. Картина, віднесена до творчості провінційного і мало відомого майстра, не привабила зір «червоних конкістадорів», котрі прибували у київський музей за часів режиму Сталіна і забирали з нього видатні твори для продажів на закордонних аукціонах. Радянська влада розпочала прихований, але масовий розпродаж музейних коштовностей і картин за кордоном. Почалися грабунки покинутих садиб і палаців, провінційних і столичних музеїв. Забирали навіть картини, меблі, рідкісні видання і порцеляну з Ермітажу та Музею образотворчих мистецтв у Москві, провідних музейних закладів СРСР…
Серед забраних і проданих речей з Музею Ханенків — візантійські ікони, гобелен «Поклоніння волхвів» (Франція 1512 року), картина Лукаса Кранаха Старшого «Адам і Єва». Останній твір продано в місті Берлін в травні 1931 року під брехливою позначкою зібрання Строганових (зберігається нині в музеї Нортона Саймона, США, місто Пассадена, Каліфорнія).
Біда бути проданим за кордон оминула київський твір Джованні Белліні, що з 1958 року розпочав нове життя вже з атрибуцією славнозвісного венеційського художника.

## Опис твору
В центрі картини художник розташував молоду матір, що приспала дитину на руках, а тепер  тихенько перекладає на мармуровий парапет. Аби не застудити дитини, завбачливо поклала подушку та край власного синього плаща. Лише тонкі німби над головами головних персонажів картини нагадують глядачам, що це не просто венеційська матір, а Богородиця.